# Поволоцкий, Иван Максимович
Иван Максимович Поволоцкий (1842—1914) — русский военный деятель. Член Военного совета Российской империи (1906). Генерал от инфантерии (1906). Дед (по матери) поэта-обэриута Александра Введенского.

## Биография
Образование получил в 1861 году в Брестском кадетском корпусе. В 1862 году после окончания Константиновского артиллерийского училища произведён в подпоручики и выпущен в 5-й сапёрный батальон.
В 1863 году участник усмирения Польского мятежа. В 1864 году произведён в поручики. В 1868 году произведён в штабс-капитаны. В 1870 году после окончания Николаевской военной академии по 2-му разряду назначен старшим адъютантом 36-й пехотной дивизии. В 1871 году произведён в капитаны ГШ с назначением помощником старшего адъютанта Харьковского военного округа.
В 1875 году произведён в подполковники с назначением штаб-офицером для особых поручений при командующем войсками Киевского военного округа. В 1877 году произведён в полковники. Участник Русско-турецкой войны, командир отряда правого фланга Каларашской позиции. С 1878 года состоял для особых поручений  при командующем войсками в тылу действующей армии.
С 1879 года начальник штаба 33-й пехотной дивизии. С 1887 года командир 45-го Азовского пехотного полка.
В 1890 году произведён в генерал-майоры с назначением начальником штаба 10-го армейского корпуса, одновременно с 1891 года был начальником Харьковского военного госпиталя. С 1895 года начальник штаба Виленского военного округа. В 1897 году произведён в генерал-лейтенанты.
С 1902 года состоял в распоряжении военного министра А. Н. Куропаткина. С 1903 года назначен командиром 2-го армейского корпуса.
В 1906 году произведён в генералы от инфантерии с назначением членом Военного совета Российской империи.
Умер 15 октября 1914 года в Петрограде.

## Награды
Награды
- Орден Святого Станислава 3-й степени (1867)
- Орден Святой Анны 3-й степени  (1872)
- Орден Святого Станислава 2-й степени (1874)
- Орден Святого Владимира 4-й степени с мечами и бантом (1878)
- Орден Святой Анны 2-й степени (1880)
- Орден Святого Владимира 3-й степени (1881)
- Орден Святого Станислава 1-й степени (1896)
- Орден Святой Анны 1-й степени  (1901)
- Орден Святого Владимира 2-й степени  (1904)
- Орден Белого орла (1909)
- Орден Святого Александра Невского (1912)